# Kabai cukorgyár
Az 1979–2006 között üzemelő kabai cukorgyár a magyarországi rendszerváltáskor működő 12 cukorgyár közül a legújabb és a naponta 10 500 tonna cukorrépa feldolgozására alkalmas berendezéseivel a legnagyobb volt.

## Története
A cukorgyárat állami vállalatként alapították, és az államadósság ellentételezéseként lengyel kivitelezők építették fel. Az infrastruktúra kiépítése 1974-ben megkezdődött, a 129 millió rubel értékű építési szerződést azonban csak 1976-ban sikerült aláírni. Az alapkő letétele 1977. július 21-én történt, ezt követően 26 hónap alatt épült fel a gyár, és 1979. szeptember elején megindult a próbaüzem. Az eredeti tervek szerint a gyár feldolgozási kapacitása 6000 tonna répa / nap lett volna, de ezt a szintet csak 1986-ra sikerült elérnie. A tervezett 750–800 fős létszámmal szemben 1980-ban 962-en dolgoztak itt.
1991. március 1-jén a brit Tate&Lyle cég és az Állami Vagyonügynökség (ÁVÜ) közötti szerződés alapján megalakult a Kabai Cukorgyár Rt. Ebben a részvények 34,6%-a és az irányítás a brit cég kezében volt, továbbá elővételi joggal is rendelkezett az ÁVÜ részvényeit illetően.
1997-ben a Kabai Cukorgyár Rt. megvásárolta a Magyar Cukorgyártó és Forgalmazó Részvénytársaságtól a sarkadi és mezőhegyesi cukorgyárakat; a tranzakciót a Gazdasági Versenyhivatal 4/1998. VJ számú döntésével engedélyezte. A megvásárolt két gyárat 1998-ban bezárták.
2004-ben, Magyarországnak az Európai Unióhoz történő csatlakozásakor a társaság éves cukorkvótája 18 093 tonna volt, ezzel a belföldi piac 26,9%-át fedte le. Az Európai Unió cukorpiaci rendtartásának reformja következtében 2006 októberében a tulajdonos elhatározta valamennyi répacukorgyárának bezárását, Magyarország mellett Szlovákiában és Csehországban is, ezzel Kabán mintegy 200 dolgozó munkahelye szűnt meg. A bezárás után azt tervezték, hogy a gyár területén épül meg Magyarország első bioetanol-gyártó üzeme, ám erre nem került sor.
2013 januárjában egy cukorrépa-termelőkből álló befektetői csoport vette meg a cukorgyári ingatlant.